# Socalchemmis arroyoseco
Espèce
Socalchemmis arroyoseco est une espèce d'araignées aranéomorphes de la famille des Zoropsidae.

## Distribution
Cette espèce est endémique de Californie aux États-Unis,. Elle se rencontre à Arroyo Seco dans le comté de Monterey.

## Description
Le mâle holotype mesure 4,5 mm et la femelle paratype 4,9 mm.

## Étymologie
Son nom d'espèce lui a été donné en référence au lieu de sa découverte, Arroyo Seco.

## Publication originale
- Platnick & Ubick, 2007 : On a new species group in the spider genus Socalchemmis (Araneae, Tengellidae). Journal of Arachnology, vol. 35, p. 205-207 (texte intégral).